# 玛丽·曼奇尼
玛丽·曼奇尼（法語：Marie Mancini，1639年8月28日—1715年5月8日），是法国枢密院首席大臣、红衣主教儒勒·马扎然的侄女，據說她和她的二姊奧蘭普是法国国王路易十四情窦初开时的初恋情人，但國王的母親，奧地利的安妮和紅衣主教反對兩個年輕人的結合，特別是因為紅衣主教正在策畫法國與奧地利公主瑪麗亞·特蕾莎的皇室聯姻，最終瑪麗被帶離法國，與帕利亞諾親王結婚。